# 中国人民解放军61786部队
中国人民解放军61786部队，位于北京燕山脚下，是中国人民解放军网络空间部队下属信息技术研究机构。

## 简介
据香港《明報》报道，61786部队是原中国人民解放军总参谋部技术侦察部（三部）八局的代號，八局專責截聽俄羅斯和中亞等地區的電子信号。根据公开资料显示，2010年时，总参三部八局政委为吉炳德，局长为张成钢。根据下述报道，61786部队是一个大型的信息技术研究机构，不是专门业务机构。
2011年，中国人民解放军61786部队被中国人民解放军总参谋部、总政治部、总后勤部、总装备部联合通报表彰为“全军人才建设先进单位”。2014年，61786部队一处副研究员苏志奇被评为“全军学习成才先进个人”。
2015年8月26日，中央军委主席习近平签署通令，给3个单位、28名个人记功，其中给61786部队研究员罗晓广（会昌人，正师职研究员，大校军衔）记一等功。罗晓广入伍28年来，主持完成了多项国家、军队重点科研课题，获国家科技进步一等奖1项、军队科技成果一等奖8项、二等奖8项，立一等功1次、二等功1次、三等功2次，享受中华人民共和国国务院政府特殊津贴，并被批准为军队学科拔尖人才。2015年1月9日，作为国家科技进步一等奖获奖代表，罗晓广受到中共中央总书记、国家主席、中央军委主席习近平，中共中央政治局常委、国务院总理李克强等党和国家领导人接见。同年9月30日作为全军英模代表出席国务院举办的中华人民共和国国庆节招待会。
2015年5月25日，被誉为“数学天才”的该部队研究员方平因连续工作诱发心脏病猝死，年仅41岁。2016年8月，中央军委主席习近平签署通令，给4个单位、15名个人记功，其中给61786部队原研究员方平追记一等功。2016年9月27日，中央军委给方平追记一等功大会在战略支援部队该部举行，会上宣读了中央军委主席习近平签署的通令，并向方平的家属颁发一等功奖章、证书。
2015年底，在深化国防和军队改革中，该部队由中国人民解放军总参谋部转隶新组建的中国人民解放军战略支援部队。